# علم التربية الكويري
علم التربية الكويري هو نظام أكاديمي مكرس لاستكشاف التقاطع بين النظرية الكويرية وعلم التربية النقدي، وكلاهما يرتكز على النظرية النقدية الماركسية. ومن الملاحظ أيضًا أنه يتحدى ما يسمى بـ"الهياكل والممارسات والمناهج الإلزامية من فكرة التغاير الجنسي والمعيارية" التي تهمش أو تضطهد الطلاب والمعلمين غير المغايرين جنسيًا.